# Arvis Vilkaste
Arvis Vilkaste (Balvi, 8 aprile 1989) è un bobbista lettone, campione olimpico nel bob a quattro a Soči 2014 e campione mondiale a Igls 2016 nella stessa specialità.

## Biografia
Prima di dedicarsi al bob, Vilkaste ha praticato l'atletica leggera come velocista a livello nazionale universitario. Compete dal 2010 come frenatore per la squadra nazionale lettone, debuttando in Coppa Europa nel gennaio 2011. Si distinse nelle categorie giovanili vincendo una medaglia d'oro nel bob a quattro ai campionati mondiali juniores di Igls 2012 con il pilota Oskars Melbārdis e gli altri frenatori Intars Dambis e Helvijs Lūsis.
Specializzatosi nel bob a quattro, disciplina nella quale otterrà tutti i suoi successi, Vilkaste esordì in Coppa del Mondo nella stagione 2011/12, il 4 dicembre 2011 ad Igls dove si piazzò all'ottavo posto nel bob a quattro, ottenne il suo primo podio il 18 dicembre 2011 a Winterberg e la sua prima vittoria il 17 febbraio 2013 a Soči, sempre nella specialità a quattro e con Melbārdis, Dambis e Daumants Dreiškens. 
Ha vinto la medaglia d'oro alle Olimpiadi di Soči 2014 nel bob a quattro con Melbārdis, Dreiškens e Jānis Strenga, risultato ufficializzato soltanto a marzo del 2019 dopo la conferma della squalifica per l'equipaggio russa condotto da Aleksandr Zubkov a seguito della nota vicenda doping. Quattro anni dopo, a Pyeongchang 2018, giunse quinto nella specialità a quattro sempre con Melbārdis alla guida della slitta. 
Ai mondiali ha conquistato tre medaglie nel bob a quattro: una d'oro vinta a Igls 2016 con Melbārdis, Dreiškens e Strenga, una d'argento ottenuta a Whistler 2019 e un'altra di bronzo vinta nell'edizione di Winterberg 2015. 
Vanta inoltre un titolo europeo vinto a La Plagne 2015 nella stessa specialità, oltre a un argento e un bronzo, colti rispettivamente a Sankt Moritz 2016 e a Schönau am Königssee 2019.

## Palmarès

### Olimpiadi
- 1 medaglia:
  - 1 oro (bob a quattro a Soči 2014).

### Mondiali
- 3 medaglie:
  - 1 oro (bob a quattro a Igls 2016);
  - 1 argento (bob a quattro a Whistler 2019);
  - 1 bronzo (bob a quattro a Winterberg 2015).

### Europei
- 3 medaglie:
  - 1 oro (bob a quattro a La Plagne 2015);
  - 1 argento (bob a quattro a Schönau am Königssee 2019);
  - 1 bronzo (bob a quattro a Sankt Moritz 2016).

### Mondiali juniores
- 1 medaglia:
  - 1 oro (bob a quattro ad Igls 2012).

### Coppa del Mondo
- 24 podi (tutti nel bob a quattro):
  - 9 vittorie;
  - 9 secondi posti;
  - 6 terzi posti.

#### Coppa del Mondo - vittorie
| Data             | Luogo        | Paese    | Disciplina                                                                  |
| ---------------- | ------------ | -------- | --------------------------------------------------------------------------- |
| 17 febbraio 2013 | Soči         | Russia   | a quattro con Oskars Melbārdis (pilota), Daumants Dreiškens e Intars Dambis |
| 12 gennaio 2014  | Sankt Moritz | Svizzera | a quattro con Oskars Melbārdis (pilota), Daumants Dreiškens e Jānis Strenga |
| 19 gennaio 2014  | Igls         | Austria  | a quattro con Oskars Melbārdis (pilota), Daumants Dreiškens e Jānis Strenga |
| 20 dicembre 2014 | Calgary      | Canada   | a quattro con Oskars Melbārdis (pilota), Daumants Dreiškens e Jānis Strenga |
| 25 gennaio 2015  | Sankt Moritz | Svizzera | a quattro con Oskars Melbārdis (pilota), Daumants Dreiškens e Jānis Strenga |
| 1º febbraio 2015 | La Plagne    | Francia  | a quattro con Oskars Melbārdis (pilota), Daumants Dreiškens e Jānis Strenga |
| 8 febbraio 2015  | Igls         | Austria  | a quattro con Oskars Melbārdis (pilota), Daumants Dreiškens e Jānis Strenga |
| 15 febbraio 2015 | Soči         | Russia   | a quattro con Oskars Melbārdis (pilota), Daumants Dreiškens e Jānis Strenga |
| 5 febbraio 2017  | Igls         | Austria  | a quattro con Oskars Melbārdis (pilota), Daumants Dreiškens e Jānis Strenga |

### Coppa Europa
- 4 podi (tutti nel bob a quattro):
  - 2 vittorie;
  - 2 terzi posti.